# 敦道格·策伯格米德
敦道格·策伯格米德（1915年—1991年）蒙古族，蒙古东方省人，蒙古人民共和国小说家、诗人、社会活动家、政治家、外交家。

## 生平
策伯格米德于1915年生于东方省一个牧民家庭。15岁起，策伯格米德当教师，曾荣获国家优秀教师称号。1940年代，策伯格米德进入新成立的蒙古国立大学，先学习医科，后改学生物学。毕业后，入莫斯科大学研究生班继续学习生物学，获副博士学位。归国后，曾任乔巴山大学校长、科学高等教育委员会主席、外交部副部长，驻中国大使等职务。1962年6月，新任蒙古驻华大使策伯格米德抵达北京。文化大革命期间，于1967年8月经历了焚毁蒙古驻华大使专车事件，遂于1967年10月被蒙古政府撤回国内。
后来，策伯格米德出任部长会议副主席。1987年5月，大人民呼拉尔主席团免去已退休的敦道格·策伯格米德的部长会议副主席职务，任命巴特奥其尔·阿勒坦格尔勒为部长会议副主席。

## 著作
1930年代初，策伯格米德开始文献创作。1935年，发表了中篇小说《牧童乃当》、《宝力德和桑布》。其中，《牧童乃当》是蒙古现代文学早期代表作。这两篇小说讲述了牧民的孩子在富人家和寺院里受到虐待，革命后获解放，生活变得富裕，并接受教育，成为受尊敬的人。1940年代初，策伯格米德发表《在路上》、《我的财富》、《乃当的生活》、《英雄奥拉吉白》等诗歌。长诗《在墓旁》追忆了一位青年战士生前的战斗事迹及理想，歌颂了苏赫巴托尔、乔巴山领导的游击战，获得了蒙古人民革命20周年纪念作品评比一等奖。策伯格米德的作品还有短篇小说《人民的勇士》、《学生钢巴图》。其长诗《在墓旁》、小说《牧童乃当》等均有中译本。 